# Adolfo Naldi
Adolfo Naldi (Firenze, 17 ottobre 1886 – Fiesole, 12 agosto 1944) è stato un generale italiano, veterano della guerra italo-turca e della prima guerra mondiale. Durante la seconda guerra mondiale fu comandante della 29ª Divisione fanteria "Piemonte", con cui prese parte alla campagna di Grecia e, successivamente, all'occupazione italiana del Peloponneso. Decorato di una Medaglia d'argento, due di bronzo e una Croce di guerra al valor militare.

## Biografia
Nacque a Firenze il 17 ottobre 1886, figlio di Raffaele e Isabella Giannetti. Arruolatosi nel Regio Esercito, a partire dal 14 settembre 1906 iniziò a frequentare la Regia Accademia Militare di Fanteria e Cavalleria di Modena da cui uscì con il grado di sottotenente, assegnato all'arma di fanteria, il 4 settembre 1908. Con il grado di tenente, ed in forza al 26º Reggimento fanteria "Bergamo", partecipò alla guerra italo-turca, venendo decorato prima Medaglia di bronzo al valore militare per i fatti d'arme di Derna avvenuti in data 3 marzo 1912.
Combatté durante la prima guerra mondiale, e con il grado di maggiore del 34º Reggimento fanteria addetto presso il comando della 24ª Divisione si distinse durante le fasi di ripiegamento sull'Isonzo dopo la battaglia di Caporetto, venendo decorato con una seconda Medaglia di bronzo al valor militare.
Promosso colonnello il 2 settembre 1932, fu comandante in successione della Regia Accademia di Fanteria e Cavalleria a Parma, del 10º Reggimento fanteria "Regina", a Rodi, nelle isole del Dodecaneso, del Distretto militare di Firenze negli anni 1933-36 ed ancora regia accademia a Modena nel 1936.37.
Dal 22 maggio 1938, promosso generale di brigata, fu vice comandante della 26ª Divisione fanteria "Assietta" ad Asti.
Cessato dalla carica nell'aprile 1939, fu destinato per incarichi speciali prima al comando di Corpo d'armata a Torino poi a quello di Milano. Passo' poi al corpo di Firenze e, dal 10 aprile 1940, al comando della 3 armata con sede a Roma, per incarichi speciali.
Dal 15 luglio 1940, quando il Regno d'Italia era entrato nella seconda guerra mondiale, sostituendo il generale Cerio, trasferito ad altra divisione in Libia,  fu assegnato al comando della 29ª Divisione fanteria "Piemonte" a Messina, che nel mese settembre trasferì in Albania.
Partecipò quindi alla guerra italo-greca, permanendo in territorio occupato anche dopo la resa della Grecia, avvenuta il 23 aprile 1941. Promosso generale di divisione il 1º gennaio 1942, in più occasioni nel 1942-1943 fu comandante interinale dell'VIII Corpo d'armata.
Il 15 maggio 1943 (coinvolto in uno scandalo che interessò il vertice dell'11ª Armata)  rientrò in Italia, lasciando il comando della Divisione "Piemonte" al generale Rodolfo Torresan, venendo assegnato per incarichi speciali al Ministero della guerra a Roma, dal 5 giugno seguente, dove poi lo colse l'armistizio dell'8 settembre 1943. Sfuggito alla cattura, raggiunse la Toscana, stabilendosi nella sua casa a Fiesole.
Qui perse la vita, mentre era alla macchia, il 12 agosto del 1944, nel corso di una rappresaglia compiuta dai nazifascisti dove furono uccisi anche tre giovani carabinieri (Alberto La Rocca, Vittorio Marandola e Fulvio Sbarretti).
Al termine del secondo conflitto mondiale risultava decorato di una Medaglia d'argento e di una Croce di guerra al valor militare.

### Annotazioni
1. ↑  Per la stessa azione assieme a lui fu insignito della medaglia di bronzo anche il sottotenente di complemento Francesco Da Massa.

### Fonti
1. 1 2 3 4 5 6 7  Generals.
2. ↑   Bollettino ufficiale delle nomine, promozioni e destinazioni negli ufficiali e sottufficiali del R. esercito italiano e nel personale dell'amministrazione militare, 1939,  p. 2713. URL consultato il 7 febbraio 2019.
3. ↑  Gazzetta Ufficiale del Regno d'Italia n.295 del 14 dicembre 1942, pag.13.